# Зерновой экспорт СССР
Зерновой экспорт СССР — одна из крупных статей валютной выручки Советского Союза в сталинский период, когда благодаря росту эффективности[прояснить] сельского хозяйства страна смогла обеспечить своё растущее население хлебом и начала восстанавливать позиции на этом стратегическом рынке в мире, которые ранее имела Российская империя.[прояснить]. Во времена руководства страной в эпоху оттепели — правления Н. С. Хрущёва (1953 — 64) Советский Союз стал импортировать хлеб и в дальнейшем сохранял дефицит зерновых ресурсов до своего распада.
В основном импорт состоял из фуражного зерна и иных культур, используемых в производстве корма для крупного рогатого скота.
Экспорт зерна не прекращался в период послевоенного голода (1946—1947). После смерти И. В. Сталина в марте 1953 г. экономика начала наращивать свой потенциал благодаря целине. Была снижена сумма сельскохозяйственного налога в 2 раза — с 9,5 до 4,1 млрд руб. Освоение целины на территориях земель — 4 союзных республик — Украины, Белоруссии, Молдавии и Казахстана в 1954—1959 гг. были освоены залежные земли. Повышались закупочные цены Это позволило в кратчайшее время нарастить производство и укрепить ситуацию с продовольствием. На рубеже 50-60-х гг. освоили порядка 42 млн га, увеличилось количество посевных площадей кладези хрущёвского правления — кукурузы. Эта тема была затронута на докладе на 20-м съезде КПСС (февраль 1956 г.)
Земледелие в СССР в 1954—1960 гг. находилось на уровне 4-5 кл[прояснить]. Первые трактора — К-700 и Д-75 в 1963 г. помогли советскому сельскому хозяйству широко нарастить экспорт зерна в странах Американского континента — в первые 2 года СССР закупил порядка 10,5 млн тонн пшеницы.
В первые годы освоения зернового рынка пшеница являлась одним из главных источников покрытия обязательств СССР по импорту и ввиду исключительного финансового режима, который установлен международным банковским капиталом для Советского Союза.

## Предыстория
Российская империя была одним из крупнейших поставщиков хлеба на мировой рынок: в 1913 году она экспортировала 9,084 млн т зерна.
22 апреля 1918 г. Совет народных комиссаров РСФСР положил в основу внешней политики монополию на внешнюю торговлю: отдельным декретом внешняя торговля была национализирована и передана специальным уполномоченным органам — в частности, Народному комиссариату торговли и промышленности. При нём был создан Совет внешней торговли, в который вошли представители наркоматов военного, морского, земледелия, продовольствия, путей сообщения, иностранных дел и финансов; представители центральных органов регулирования и управления отдельных отраслей производства. Наркомат впоследствии сформировал центральных органы торговых предприятий по ввозу и вывозу важнейших продуктов (такие, как «Экспортхлеб»). Кроме того, этот шаг позволил предотвратить проникновение западного капитала в Россию.  По сравнению с 1917 г. когда французские, британские и германские банки в целом подчинили себе российские: иностранцы контролировали значительную часть российской промышленности и часть экспорта (67 % вложений в металлургии, 75 % вложений в добыче угля на юге России, строительство железных дорог обеспечивались за счет иностранных инвестиций и займов под твёрдые государственные гарантии). Главным источником импортных товаров для России тогда была Германия (в 1913 г. на неё приходилось 47 % общего объёма российского импорта). Таким образом новая советская власть взяла под формальный контроль все денежные потоки от импорта и экспорта, что в дальнейшем заложило основу для будущего кризиса.
Однако после победы советской власти она оказалась в изоляции, имея крайне ограниченные возможности внешней торговли. Страны Антанты уже осенью 1918 года объявили ей экономическую блокаду, которая совпала с иностранным военным вмешательством в России. Международно-правовое признание Советского государства произошло лишь после окончания гражданской войны в 1923 году.
Ситуация поменялась, когда европейские государства начали признавать Советскую Россию де-юре, открывая тем самым и пути на внешние рынки для советской продукции. В договорах Союза Советских республик с Чехословакией, Италией, Германией, Норвегией, заключённых в 1923—1925 гг., получила молчаливое признание и система монополии внешней торговли.
К концу 1920-х годов СССР вернул себе статус сырьевого экспортёра, которым ранее обладала Российская империя. В первые годы освоения зернового рынка международный банковский капитал сделал пшеницу одним из главных источников покрытия обязательств СССР по импорту. Экспорт зерновых стал в начале 1930-х годов составлять значительную статью валютного дохода страны, занимая первое место с показателем порядка 20 % в 1930—1931 гг.: в 1929 г. его доля составляла 9,9 %, в 1930-м — 29,0 %, в 1931-м — 32,1 % и в 1932-м — 20,7 %. В рублёвом эквиваленте данные несколько скромнее (см. таб.).

## Вхождение в рынок
Советский Союз начал возвращать место на мировом зерновом рынке в условиях Великой депрессии в западных странах, падения спроса и цен, а также ужесточения конкуренции с традиционными зернопроизводителями. В 1930 году был поручен рекордный урожай, что позволило резко увеличить экспорт. Именно на этом фоне И. В. Сталин пишет В. М. Молотову часто цитируемые письма: «Форсируйте вывоз хлеба вовсю. В этом теперь гвоздь. Если хлеб вывезем, кредиты будут» (6 августа) и «Надо бы поднять (теперь же) норму ежедневного вывоза до 3-4 миллионов пудов минимум. Иначе рискуем остаться без наших новых металлургических и машиностроительных (Автозавод, Челябзавод и пр.) заводов. Найдутся мудрецы, которые предложат подождать с вывозом, пока цены на хлеб на международном рынке не подымутся „до высшей точки“. Таких мудрецов немало в Наркомторге. Этих мудрецов надо гнать в шею, ибо они тянут нас в капкан. Чтобы ждать, надо иметь валютн[ые] резервы. А у нас их нет. Чтобы ждать, надо иметь обеспеченные позиции на международном хлебн[ом] рынке. А у нас нет уже там давно никаких позиций, — мы их только завоёвываем теперь, пользуясь специфически благоприятными для нас условиями, создавшимися в данный момент. Словом, нужно бешено форсировать вывоз хлеба» (24 августа).
Эти письма нередко приводят в подтверждение того, что форсированный экспорт хлеба был генеральной линией, а не конкретно-исторической задачей, и это было причиной голода в 1932-33 годах, когда СССР якобы вывозил хлеб в ущерб собственному населению. Однако этот тезис опровергает следующее пояснение И. В. Сталина, сделанное в письме от 23 августа того же 1930 года: «Нам остаётся ещё 1-11/2 месяца для экспорта хлеба: с конца октября (а может быть и раньше) начнёт поступать на рынок в массовом масштабе американский хлеб, против которого трудно будет устоять. Если за эти 11/2 месяца не вывезем 130—159 мил. пудов хлеба, наше валютное положение может стать потом прямо отчаянным».
Следствием Великой депрессии было драматическое падение цен на зерно: в 1931 году они снизились в сравнении с августом 1929 года на 35 %, а с 1929 годом — вдвое. В 1932 году за пшеницу платили в сравнении с ценой 1928-29 года 37,7 %, за рожь — 77,2 %, ячмень — 61 %, овёс — 83,4 %, кукурузу 42,9 %, жмыхи — 28,6 %, бобовые — 28,6 %, семена и прочие — 14,5 %. Поэтому, настаивая на максимальных поставках в 1930 году, Сталин был прав, считают Н. Н. Назаренко и А. В. Башкин.
В мае 1931 года советская делегация по приглашению канадской стороны приняла участие в пшеничной конференции стран-экспортёров в Лондоне состоялась, обсуждавшей падение цен и экспортный кризис. Накопленные излишки стран-экспортеров на 20 февраля 1931 года составляли порядка 20 млн т, с предположительным вывозом до конца года в размере ещё 10 млн т. Общее состояние рынка называли «в полном смысле этого слова катастрофичным. Экономические журналы приходят в ужас при одной мысли о возможности хорошего урожая 1931 г.».
Польша, Придунайские страны и Австралия предложили честно поделить рынок через квоты, США — сократить посевные площади. СССР заявил, что «решительно отказывается обсуждать вопрос о сокращении производства пшеницы, … решительно высказывается также против твёрдых цен, которые значительно ухудшают и без того тяжёлое положение трудящихся, но Советская делегация согласна обсудить схему квот, которая могла бы упорядочить пшеничный рынок, в чём заинтересован Советский Союз, который нуждается в экспорте пшеницы для покрытия своих расходов по импорту оборудования». Советская делегация соглашалась перераспределить свой экспорт по месяцам, при условии, если Советскому Союзу предоставят кредиты под имеющиеся внутри страны запасы пшеницы. Она также заявила требование признать за СССР размеры экспорта пшеницы довоенной России.

## Снижение экспорта зерна
В 1931 году мнение И. В. Сталина по экспорту продовольствия резко изменилось в сравнении с тем, что было год назад. 4 сентября 1931 г. он высказывает решительные возражения Л. М. Кагановичу по поводу замены экспорта масла и яиц другими видами экспортных продуктов: «Это бессмыслица с точки зрения нынешней конъюнктуры. Вы всячески нажимаете на экспорт хлеба, когда за хлеб платят гроши, и хотите попридержать и ликвидировать экспорт масла и яиц, представляющих более выгодный экспортный товар. Где же тут смысл? Не лучше ли будет попридержать экспорт хлеба и усилить экспорт масла, или — в крайнем случае — усилить и то, и другое, если вы, в самом деле, хотите выручить валюту, а не играть в экспорт».

### Экспорт и отгрузка
Утверждая что чрезмерный экспорт зерна вызвал массовый голод 1932—1933 годов, приверженцы этой концепции (В. П. Данилов, И. Е. Зеленин, В. В. Кондрашин, Р. Дэвис и С. Уиткрофт, В.Сергийчук и другие) за основу оценки берут величины экспорта/импорта за календарный, а не за сельскохозяйственный год. Таким образом, на экспорт за календарный 1932 г. пошла часть урожая 1931 года, и так далее.
Кроме того, в расчётах этих историков данные приводятся целиком за 1930—1933 годы без конкретной разбивки по годам и, самое главное, без учёта разницы между предназначенным для экспорта и реально вывезенным хлебом. Эта разница формировалась за счет товарных кредитов, получаемых ответственным за экспорт зерновых, бобовых и разного рода семян, а также сахара внешнеторговым объединением «Экспортхлеб». Операции с хлебом позволяли ему максимально быстро получать валюту под залог и в пределах фактически осуществляемого экспорта, в том числе под товарные запасы, сосредоточенные в портах СССР. Сумма этих кредитов достигала обычно 1,25 млн фунтов стерлингов (11,8 млн руб.). Самым благоприятным в работе «Экспортхлеба» был 3-й квартал, когда с началом уборки удавалось получить кредиты до 1 млн фунтов стерлингов (9,5 млн руб.) и оформить варранты (залоговые свидетельства на экспорт товара при получении кредитов) под товар, находящийся в СССР. Самым напряженным был второй квартал следующего года, когда одновременно снижался объём экспорта и следовало оплачивать кредиты, полученные в начале кампании.
Процедура передачи зерна на экспорт описывалась в документах как «отгрузки на экспорт» и заключалась в передаче продукта от Комитета заготовок (Комзаг) при Совете труда и обороны (с 1933 г. — при Совнаркоме) СССР Наркомату внешней торговли. Однако такая передача не была безвозвратной: в зависимости от ситуации НКВТ мог обратно отгрузить хлеб Комитету заготовок. Приводя данные Комзага, Р. Дэвис и С. Уиткрофт не учитывали, что под экспортом подразумевается непосредственное пересечение товаром границы СССР, а это происходило далеко не всегда: часть зерна могла передаваться в Торгсин, оставаться в портах СССР в качестве залога, а также отгружаться обратно Комзагу.

### Действия советского правительства в период голода 1932-33 годов
23 января 1932 года сокращаются расходы пшеницы на общее снабжение на 163, 8 тыс. т, и частично открываются запасы пшеницы из неприкосновенного фонда[нужен вторичный источник].
28 января 1932 года на 50 тыс. т сокращается дополнительный экспорт зерна на 1 -й квартал[нужен вторичный источник].
16 февраля на 65 тыс. т сокращается дополнительный экспорт ржи, взятой из неприкосновенного фонда[нужен вторичный источник].
7 марта начинаются массовые отгрузки семенных и продовольственных ссуд «ввиду того, что как выяснилось за последнее время, недород в восточных районах оказался более серьёзным, чем можно было бы предполагать», и отменяется отгрузка на экспорт 85 тыс. т продовольственных культур[нужен вторичный источник].
14 марта принято решение закупить 49 тыс. т. хлеба для Дальневосточного края у Китая, в Дайрене или Маньчжурии[нужен вторичный источник]. Реально до 1 июля из-за транспортных задержек было импортировано 12 223 т из запланированных.
16 апреля НКВТ поручено закупить хлеб в Персии в размере 48 тыс. т. с поставкой в мае-июне[нужен вторичный источник], а фактически удалось закупить 26 687 т, из которых в необходимый срок завезли только 15 839 т. Недостающее пытались заменить рисом в соотношении пуд риса за полтора пуда зерна, в результате Экспортхлеб в июле ввез из Персии 12.373 тонн риса[нужен вторичный источник].
21 апреля принято решение о закупке 16 тыс. т пшеницы и муки[нужен вторичный источник].
Уже во втором квартале 1932 г. советскому правительству пришлось выкупать зерно, находившееся в качестве залога иностранных кредитов в портах, использовать неприкосновенный и государственные фонды[нужен вторичный источник]:
23 апреля принято решение о разваррантировании 10 тыс. т[нужен вторичный источник];
29 апреля возврат 17 тыс. т зерна из портов в распоряжение Комзага и решение о закупке 57 тыс. т. зерна на Дальний Восток с доставкой его из Персии и для Дальневосточного края в течение мая-июня[нужен вторичный источник];
16 мая — решение о разваррантировании 65 тыс. т зерна[нужен вторичный источник];
23 июня — решение о разваррантировании 63 тыс. т зерна[нужен вторичный источник].
10 июля Политбюро приняло решение немедленно закупить за границей для Дальневосточного края 38 тыс. т хлеба с его поступлением не позже 15 августа, из которых не менее половины — мукой. При этом импорт пришлось компенсировать экспортом на такую же сумму из южных портов позже, в августе 1932 г. Таким образом, часть экспорта второго полугодия 1932 г. из нового урожая пошла на замещение использованного летом экспортного зерна в условиях, когда последующий пик голода в 1933 г. никто не мог предполагать[нужен вторичный источник].
В ситуации недостатка хлеба внутри страны его отгрузка сначала была уменьшена, а затем и прекращена с апреля 1933 года. Однако поскольку были ликвидированы и запасы, под которые получал кредиты «Экспортхлеб», возможности закупать зерно по импорту в 1933 году у этой организации не было[нужен вторичный источник].